# La Mort immortelle
La Mort immortelle (titre original : chinois : 死神永生 ; pinyin : Sǐshén yǒngshēng) est un roman de science-fiction de l'écrivain chinois Liu Cixin publié en 2010. C'est le troisième tome de la trilogie du Problème à trois corps, faisant suite au Problème à trois corps et à La Forêt sombre. La traduction française de l'ouvrage à partir du chinois, par Gwennaël Gaffric, est parue en 2018 aux éditions Actes Sud.
Sa traduction en anglais par Ken Liu a été publiée par Tor Books le 20 septembre 2016. Elle a été nommée pour le prix Hugo du meilleur roman 2017 et a obtenu le prix Locus du meilleur roman de science-fiction 2017.

## Résumé
Un demi-siècle après l'Ultime Bataille, l'équilibre précaire dû à la dissuasion de la forêt sombre continue de maintenir les envahisseurs trisolariens à distance. La Terre jouit d'une prospérité sans précédent grâce au transfert des connaissances et des technologies trisolariennes. La science humaine connaît des progrès pour ainsi dire quotidiens, les Trisolariens découvrent avec fascination la culture humaine et l'espoir grandit que les deux civilisations puissent bientôt coexister pacifiquement sans la terrible menace d'une annihilation réciproque. Mais lorsqu'une ingénieure en aéronautique originaire du début du XXIe siècle sort de son hibernation, elle réveille avec elle le souvenir d'un programme qui menace cet équilibre. Bientôt, l'humanité aura à faire un choix : partir à la conquête d'autres univers ou mourir dans son berceau.

## Ère commune
Le terme d'ère commune désigne l'époque de l'histoire de l'humanité avant que l'on apprenne l'existence de la civilisation trisolarienne.
Un premier événement s'est passé en 1453 lors de la Chute de Constantinople : un fragment dimensionnel supérieur, croisant l'orbite de la Terre, s'est fixé sur une tour de la ville de Constantinople et aurait pu permettre à une intrigante byzantine d'assassiner Mehmed II, mais ce fragment n'est pas resté suffisamment longtemps pour permettre l'opération et l'événement est passé inaperçu.

## Ère de la Grande Crise (201X-2208)
Au début de la Grande Crise, Yang Dong, physicienne, découvre dans l'ordinateur de sa mère Ye Wenjie (qui était à l'origine de la première communication avec les Trisolariens), une réalité de l'Univers : la vie n'y est pas rare, et cette vie a façonné l'Univers, de la même façon que la vie a façonné la Terre. Sans vie, il n'y aurait ni montagnes ni océans.
Quatre ans plus tard, Yun Tianming, un jeune étudiant devenu soudainement milliardaire mais atteint d'un cancer, décide d'être euthanasié et d'offrir le titre de propriété d'une étoile, DX3906, à une jeune femme qu'il aime en secret, une ancienne camarade de classe nommée Cheng Xin.
Cheng Xin est physicienne, elle travaille sur un projet de propulsion nucléaire pulsée. Thomas Wade, son supérieur direct est directeur du « Programme Escalier », qui vise à propulser un vaisseau spatial pour aller au devant de la flotte trisolarienne en route pour envahir la Terre. Les contraintes techniques du projet font que la charge admissible du vaisseau est minimale, et qu'aucun passager vivant ne peut donc être emporté. Thomas Wade élabore le plan d'envoyer un cerveau humain en hibernation en faisant l'hypothèse que les Trisolariens seront capables de le réanimer, et d'avoir ainsi un ambassadeur auprès de la flotte trisolarienne avant leur arrivée. Thomas Wade convainc Cheng Xin de demander à Yun Tianming de renoncer à l'euthanasie et de devenir cet ambassadeur. Yun Tianming accepte et le projet est lancé, mais un incident technique fait dévier le vaisseau de sa trajectoire et le cerveau de Yun Tianming se retrouve lancé dans le vide spatial. Cheng Xin, comme beaucoup de scientifiques de son époque, décide de se faire hiberner.

## Ère de la Dissuasion  (2208-2270)
En 2208, Luo Ji, l'ancien Colmateur est devenu Porte-épée (épée de Damoclès) : il tient le bouton qui permet d'activer la transmission, par ondes gravitationnelles, d'un message à l'ensemble de la galaxie, révélant l'existence de Trisolaris et de la Terre, mettant les deux civilisations sous la menace d'une destruction rapide par la Forêt Sombre. Cette menace obtient la collaboration forcée des intellectrons trisolariens et a permis des avancées technologiques sans précédent et un âge d'or pour l'humanité.
Deux vaisseaux spatiaux terriens étaient en fuite lors de la Grande Crise : l'Âge de Bronze, qui a fui au cours de l'Ultime Bataille, quatorze ans plus tôt a été rappelé sur Terre, mais à leur retour, le  commandant et l'équipage ont été condamnés pour crime contre l'humanité. Le deuxième vaisseau, l'Espace bleu refuse de revenir et s'enfuit. La fédération Terre-Trisolaris envoie un vaisseau terrien, le Gravité accompagné de deux gouttelettes trisolariennes à sa poursuite.
Comme la paix est revenue, Cheng Xin a été sortie d'hibernation. Elle se retrouve dans une société utopiste souterraine fondamentalement différente de la société d'avant la crise. Elle rencontre une astronome, Ai AA, qui a découvert des planètes autour de son étoile DX3906. Cheng Xin accepte de vendre son titre de propriété à l'Armée et décide d'investir dans une société de construction spatiale appelée Halo dont elle confie la direction à AA. Cheng Xin rencontre Intellectra, une androïde trisolarienne, ambassadeur de Trisolaris sur Terre.
Après avoir échappé à un attentat fomenté par son ancien chef Thomas Wade, et du fait de sa personnalité rassurante et son expérience de la Grande Crise, Cheng Xin est nommée Porte-épée en remplacement de Luo Ji, trop âgé, qui souhaitait se retirer de la fonction. Immédiatement, présumant de son caractère pacifiste, la gouttelette trisolarienne mène une attaque contre les émetteurs d'ondes gravitationnelles et réduit à néant la capacité de dissuasion des terriens.

## Ère de la Post-Dissuasion (2270-2272)
Une deuxième flotte d'invasion trisolarienne est en route vers la Terre, mais cette fois-ci à une vitesse beaucoup plus élevée que la première du fait des progrès technologiques trisolariens.
Intellectra exige alors que les trois milliards d'humains habitant la Terre se regroupent en Australie. Pour forcer cette déportation, les gouttelettes commencent à détruire les villes. Cheng Xin se retrouve donc avec la masse de migrants en Australie, confrontée à la surpopulation, à la promiscuité et, ensuite, à la faim. Elle comprend alors que les Trisolariens veulent faire de l'Australie une sorte de zoo recueillant les quelques dizaines de millions de spécimens humains qui auront survécu par cannibalisme.
Le Gravité et les gouttelettes ont rattrapé l'Espace bleu, mais celui-ci acquiert au même moment un avantage en traversant une zone de quatrième dimension, ce qui permet à l'équipage de se débarrasser des deux gouttelettes qui l'attaquaient. Le Gravité, voyant l'attaque des gouttelettes et sans nouvelles de la Terre, utilise son antenne gravitationnelle pour envoyer à la Forêt sombre les coordonnées du monde trisolarien.

## Ère de la Diffusion (2272-2332)
Les Trisolariens, se sentant menacés par la Forêt sombre, et sachant la Terre dorénavant elle aussi menacée par la Forêt Sombre, détournent leur deuxième flotte et quittent la Terre. Quelques années seulement après, le monde trisolarien est détruit par une particule de lumière envoyée par la Forêt Sombre. La Terre se retrouve aussi sous la menace quasi inévitable d'une destruction imminente. Avant de partir, Intellectra confirme une intuition de Luo Ji, et donne à Cheng Xin et Luo Ji une information capitale pour l'humanité : « Il est possible de faire une déclaration de sécurité » auprès de la Forêt sombre, mais elle n'en dit pas plus.
Intellectra autorise cependant une rencontre entre Cheng Xin et Yun Tianming. La première flotte trisolarienne a récupéré le cerveau de ce dernier qui dérivait dans l'espace et a cloné son corps. Yun Tianming, devenu une personnalité auprès des Trisolariens (notamment un prolifique auteur de contes), a demandé à rencontrer Cheng Xin. Ils se rencontrent à un point de Lagrange du système solaire : la rencontre ne dure pas plus d'une heure et est hautement surveillée pour éviter que Yun Tianming ne communique des informations technologiques ou concernant les Trisolariens. Pour meubler la conversation, Yun Tianming raconte un conte de son imagination, qu'il a l'habitude de raconter aux enfants trisolariens. Cheng Xin comprend que ce conte est une parabole permettant de mettre l'humanité sur la bonne voie, mettant la Terre à l'abri de la Forêt sombre. Avec l'aide d'autres scientifiques et spécialistes, elle trouve deux technologies possiblement candidates à cette déclaration de sécurité :
- la propulsion par courbure de l'espace, qui permettrait aux vaisseaux spatiaux d'atteindre la vitesse de la lumière ;
- le projet Champ noir, consistant à réduire la vitesse de la lumière autour du soleil et à ainsi construire un sanctuaire préservé.

La recherche de propulsion par courbure, suspectée d'évasionnisme est jugée illégale et les études théoriques sur le ralentissement de la vitesse de la lumière n'avancent pas. Il est par ailleurs découvert à cette époque qu'une partie des théories scientifiques avancées offertes par les Trisolariens aux Terriens à l'ére de la Dissuasion était erronée, volontairement, afin de ralentir les recherches terriennes ; ceci illustre que les Trisolariens (qui ne communiquaient que par la vérité) ont appris le mensonge et la duperie au contact de la civilisation humaine au cours de leur conflit. C'est un troisième projet qui est retenu par la Fédération humaine, le « projet Bunker » qui est développé en priorité. Il consiste à construire en orbite de Jupiter, Saturne, Uranus et Neptune, des villes orbitales qui se mettraient à l'abri derrière les géantes gazeuses en cas d'explosion de Soleil (dans le cadre d'une frappe de la Forêt Sombre à l'aide d'une particule de lumière) qui détruirait les planètes telluriques du système solaire mais pourrait épargner les géantes gazeuses. La société Halo de Cheng Xin participe activement à ce projet ; Cheng Xin se fait mettre en hibernation et, pressée par son ennemi, mais aussi ancien mentor, Thomas Wade, nomme ce dernier pour diriger sa société.

## Ère des Bunkers (2333-2400)
L'humanité s'est concentrée dans des villes spatiales abritées derrière les géantes gazeuses. Cheng Xin est sortie d'hibernation pour intervenir contre Wade, qui a mené des recherches sur la propulsion par courbure jugée illégale. Afin d'éviter un conflit, Cheng Xin fait arrêter Wade et met un terme toute à toute recherche interdite.
Pendant ce temps dans la Forêt Sombre, les coordonnées de la Terre ont été découvertes par un Assainisseur, qui voit en la Terre un danger potentiel. Il décide d'envoyer non pas une particule de lumière mais un « Post-it », un fragment d'espace à deux dimensions.
Les stations avancées terriennes dans le nuage d'Oort détectent une anomalie gravitationnelle. Un vaisseau spatial est envoyé en reconnaissance et découvre ce mystérieux Post-It, qui s'avère être un repli de l'espace tridimensionnel. Ce repli est activé et l'effondrement de l'espace à trois dimensions en espace à deux dimensions se produit, englobant progressivement le système solaire et toute l'humanité ; la transformation de trois à deux dimensions anéantit toute vie dans le fragment d'univers concerné. Après une ultime rencontre sur Pluton avec Luo Ji, seules Cheng Xin et AA, qui disposent de l'unique vaisseau spatial à propulsion par courbure dans le système solaire, s'enfuient à une vitesse luminique (seul ordre de grandeur de vitesse capable d'échapper à l'effondrement dimensionnel), et parviennent à s'échapper. Elles prennent la direction de DX3906, où Cheng Xin espère peut-être retrouver Yun Tianming.

## Ère de la Galaxie (2273-?) et Ère du Champ noir pour DX3906
À bord de leur vaisseau propulsé à vitesse luminique, Cheng Xin et AA arrivent sur DX3906, après un voyage de plus de 200 ans (en temps objectif terrestre) mais n'ayant duré pour elles que quelques jours de temps subjectif du fait de la relativité. Elles y sont attendues par l'astronome Guan Yifan, un membre de l'équipage du Gravité. Les deux vaisseaux Gravité et Espace bleu ont survécu et colonisé quatre planètes, ils ont découvert aussi la propulsion par courbure et que celle-ci permettait de développer la technique du Champ noir, permettant ainsi de mettre l'une de leurs quatre planètes à l'abri de la Forêt Sombre. Cheng Xin et Guan Yifan sont cependant pris dans un champ de ralentissement de la vitesse de la lumière et se voient projetés de 18 millions d'années dans le futur.  
AA et Yun Tianming qui les attendaient sont morts depuis ces millions d'années, mais ont laissé gravé dans la pierre un message qui conduit Cheng Xin et Guan Yifan à un petit univers créé par les Trisolariens qui leur est offert en cadeau, où Intellectra ou une de ses copies les attend. 
Cheng Xin découvre que les constantes principales de l'Univers, soit le nombre de dimensions et la vitesse de la lumière ne sont pas des constantes physiques immuables mais découlent des technologies utilisées par les civilisations qui se combattent dans la Forêt Sombre. Intellectra explique que l'univers principal perd de la masse du fait de la création de ces sous-univers par les civilisations et qu'ils doivent revenir dans l'univers principal pour éviter une expansion infinie de l'Univers, synonyme de mort de l'Univers. Ils doivent restituer la masse dérobée par les sous-univers pour permettre à l'univers de se recontracter afin de s'effondrer sur lui-même jusqu'à un big crunch et évoluer à nouveau vers un big bang créateur de nouvelles civilisations.

## Éditions
- 死神永生, Chongqing Press, 1er novembre 2010, 513 p.  (ISBN 978-7-229-03093-3)
- La Mort immortelle, Actes Sud, coll. « Exofictions », 10 octobre 2018, trad. Gwennaël Gaffric, 816 p.  (ISBN 978-2-330-11384-1)
- La Mort immortelle, Actes Sud, coll. « Babel » no 1725, 6 janvier 2021, trad. Gwennaël Gaffric, 934 p.  (ISBN 978-2-330-14319-0)